# 李坊乡
李坊乡是中国福建省南平市光泽县下辖的一个乡。

## 行政区划
李坊乡下辖以下地区：
李坊村、增排村、杨里村、百岭村、上观村、贯庄村、长源村、后杉村、管蜜村和石城村。